# Godofredo de Jülich
Godofredo (h. 905-1 de junio después de 949) fue conde del Jülichgau desde al menos 924 a 936 y probablemente incluso hasta 949. Era el hijo de Gerardo I de Metz y Oda de Sajonia, una hija de Otón I, duque de Sajonia de la familia de los liudolfingos, y por tanto sobrino del rey Enrique el Pajarero. Más aún, era el hermano menor de Wifredo, que fue arzobispo de Colonia desde 924 hasta 953 y archicanciller de su primo el rey Otón I desde 941.
Se cree que su esposa Ermentruda (n. 908/9), fue la hija mayor de Carlos el Simple, quien probablemente era propietario del ducado de Lorena en la época y de ahí su señor feudal. Puesto que Carlos fue depuesto en 923, tanto como rey y como duque, y tomado prisionero poco tiempo después, es probable que la boda tuviera lugar poco antes de la caída de Carlos, especialmente puesto que las otras cinco hijas aparentemente ya no estaban casadas.
Durante un tiempo, Godofredo fue conocido como Conde palatino de Lotaringia. El cargo fue ocupado desde 911 hasta 915 por Reginaldo I y posteriormente por Wigerico. Puesto que Wigerico murió antes de 922, y Carlos fue depuesto en 923, hay una pequeña ventana de tiempo en la que Godofredo pudo haber sido usado como delegado de su suegro en Lorena.
Pero dado que Godofredo también era sobrino de Enrique I, el primo de Otón I, y el hermano del asesor más cercano de Otón y más tarde canciller Wifredo, es también posible que este cargo le fuera confiado a él después de 923 a pesar de su conexión con el depuesto Carlos. El hecho de que su hijo Godofredo era él mismo duque de Baja Lorena en 959, e inicialmente era como delegado del arzobispo Bruno I de Colonia, el hermano de Otón y el sucesor de Wifredo en ambos cargos, sugieren que sus conexiones con Sajonia eran más importantes que con el oeste de Francia.
Los hijos de Godofredo y Ermentruda fueron:
- Godofredo I, n. 925/935, m. verano de 964 en Roma, conde de Henao, duque de Baja Lorena 959-964
- Gerberga, n. 925/935, m. antes de 24 de mayo de 996, se casó con Megingoz de Güeldres
- Gerhard II, n. 925/935, 963 conde de Metz, abad de Remiremont.
- Gebhard, n. 925/935
- Adalhard

- Esta obra contiene una traducción  derivada de «Godfrey, Count Palatine of Lotharingia» de Wikipedia en inglés, publicada por sus editores bajo la Licencia de documentación libre de GNU y la Licencia Creative Commons Atribución-CompartirIgual 4.0 Internacional.

| Predecesor: Wigerico de Lotaringia | Conde palatino de Lotaringia h. 940 | Sucesor: Germán I de Lotaringia |

- Datos: Q835242
- Multimedia: Godfrey, Count Palatine of Lotharingia / Q835242